# Oligoceras
Oligoceras é um género botânico pertencente à família Euphorbiaceae.

## Espécie
Oligoceras eberhardtii Gagnep.

## Nome e referências
Oligoceras Gagnep.